# Burleson
Burleson è un centro abitato degli Stati Uniti d'America situato nella contea di Johnson dello Stato del Texas.
La popolazione era di 17.187 persone al censimento del 2010.

## Geografia fisica
Burleson è situata a 32°32′09″N 97°19′38″W (32.535939, -97.327257).
Secondo lo United States Census Bureau, ha un'area totale di 26,1 miglia quadrate (67,5 km²), di cui 26,0 miglia quadrate (67,4 km²) di terreno e 0,08 miglia quadrate (0,2 km²), o 0,25%, d'acqua.

## Società

### Evoluzione demografica
Secondo il censimento del 2000, c'erano 20.977 persone, 7.610 nuclei familiari e 5.981 famiglie residenti nella città. La densità di popolazione era di 1,067.7 abitanti per miglio quadrato (412,2/km²). C'erano 7.794 unità abitative a una densità media di 396,7 per miglio quadrato (153,1/km²). La composizione etnica della città era formata dal 95,62% white, lo 0,40% di afroamericani, lo 0,52% di nativi americani, lo 0,53% di asiatici, lo 0,05% di isolani del Pacifico, l'1,46% di altre razze, e l'1,42% di due o più etnie. Ispanici o latinos di qualunque razza erano il 5,41% della popolazione.
C'erano 7.610 nuclei familiari dei quali il 41,3% aveva figli di età inferiore ai 18 anni, il 64,0% aveva coppie sposate conviventi, l'11,2% aveva un capofamiglia femmina senza marito, e il 21,4% are classified as non-famiglie according to the United States Census Bureau. Dei 7.610 nuclei familiari, 287 con partner non sposati: 238 eterosessuali, 23 same-sex male, e 26 same-sex female nuclei familiari.
18.3% di tutti i nuclei familiari erano individuali e il 7,3% aveva componenti con un'età di 65 anni o più che vivevano da soli. Il numero di componenti medio di un nucleo familiare era di 2,74 e quello di una famiglia era di 3,11.
C'erano il 29,1% di persone sotto i 18 anni, il 7,8% di persone dai 18 ai 24 anni, il 31,9% di persone dai 25 ai 44 anni, il 21,1% di persone dai 45 ai 64 anni, e il 10,1% di persone di 65 anni o più. L'età media era di 34 anni. Per ogni 100 femmine c'erano 94,4 maschi. Per ogni 100 femmine dai 18 anni in giù, c'erano 89,0 maschi.
Il reddito medio di un nucleo familiare era di 50.432 dollari e quello di una famiglia era di 56.031 dollari. I maschi avevano un reddito medio di 40.567 dollari contro i 27.032 dollari delle femmine. Il reddito pro capite era di 20.175 dollari. Circa il 4,9% delle famiglie e il 6,0% della popolazione erano sotto la soglia di povertà, incluso il 6,5% di persone sotto i 18 anni e il 9,6% di persone di 65 anni o più.